# Tunisair

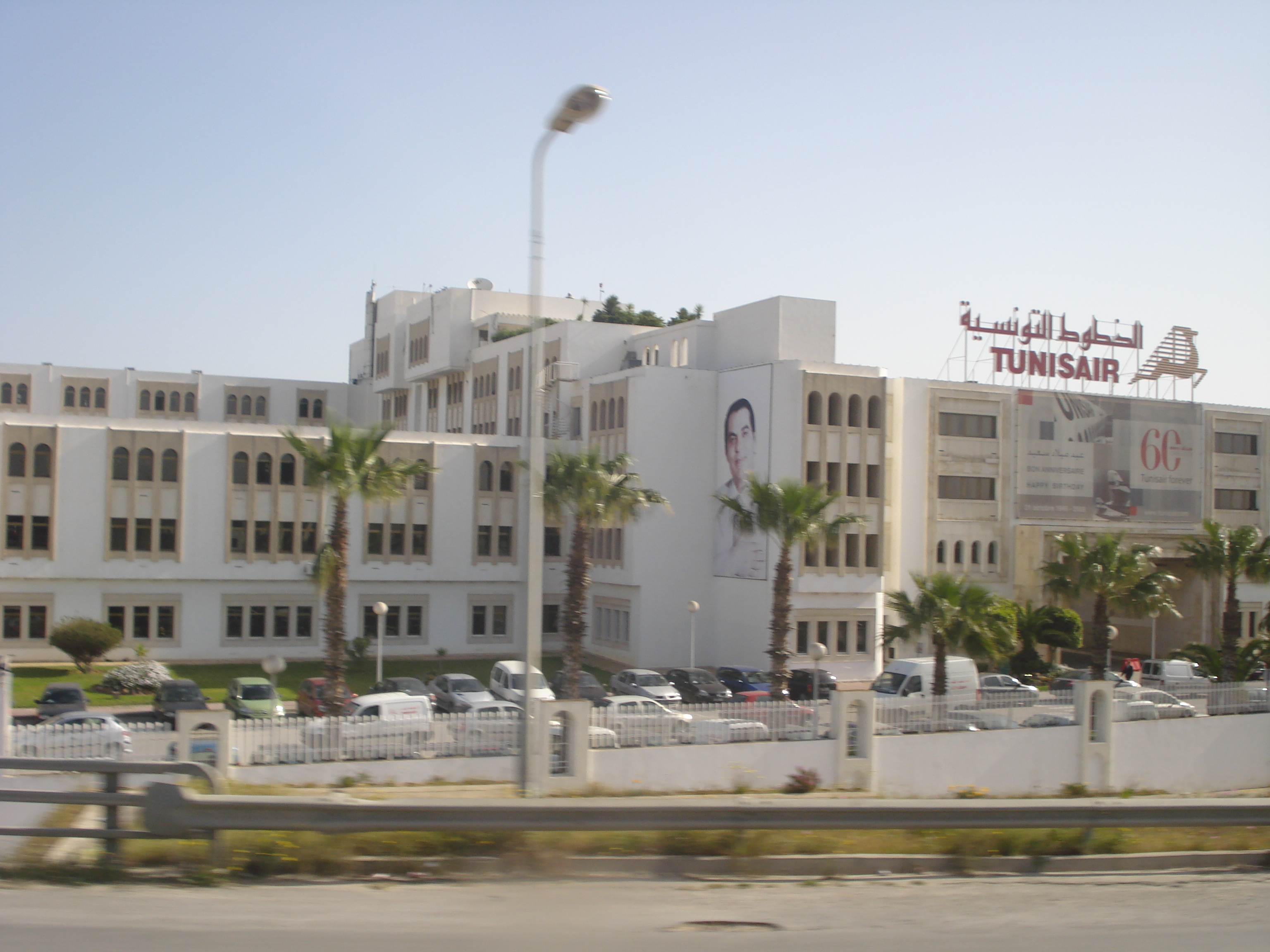
A sede da Tunisair

A Tunisair, Sociedade Tunisina do Ar (Société Tunisienne de l’Air) é a companhia aérea de bandeira da Tunísia.
Foi Fundada em 1948 devido a um acordo com a Air France. 
A Tunisair é membro da Arab Air Carriers Organization
A Tunisair tem voos regulares para a Europa, Norte de África e Médio Oriente

## História
A 21 de Outubro de 1948 foi promulgado o decreto que aprova os estatutos da companhia Aérea. O seu Capital social era de 60 milhões de Francos Franceses (O equivalente a 9 milhões de euros) e o seu objectivo era a exploração de 4 DC-3 Dakota.
Desde dessa altura a companhia tem evoluído. Até 1998 (Ano do seu 50.º aniversário) transportou 50 milhões de passageiros e no ano de 2007 transportou mais de 3,6 milhões de passageiros

## Frota

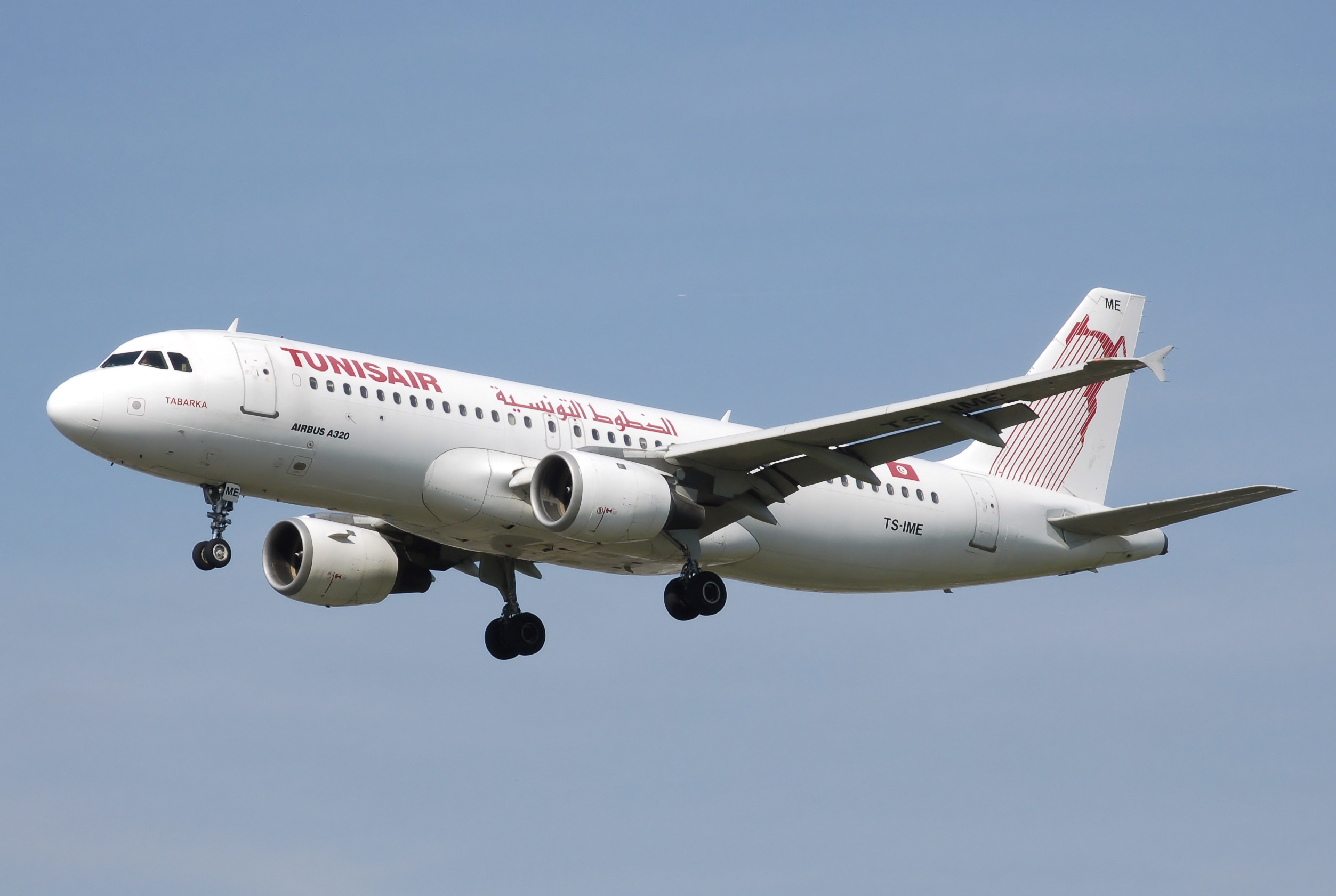
Airbus A320 da Tunisair.

Frota em novembro de 2019 :
| Aviões          | Total |
| --------------- | ----- |
| Airbus A319-100 | 4     |
| Airbus A320-200 | 15    |
| Airbus A330-200 | 2     |
| Boeing 737-600  | 7     |
| Total:          | 28    |